# Letty de Jong
Letty de Jong (* 15. November 1936 in Zaandam; † 1. Juli 2008 in Laren) war  eine niederländische Sängerin.

## Musikalische Laufbahn
Ihre Karriere als Sängerin begann in den 1960er Jahren bei verschiedenen Radiosendern wie AVRO, Radio Veronica oder VARA, wo sie in erster Linie für Jingles und Hintergrundmelodien zum Einsatz kam. Eine besondere Bedeutung hatte dabei das von 1960 bis 1986 laufende Programm Text en muziek mit Jelle de Vries.
Sie war verheiratet  mit dem Jazzmusiker Cees Smal, mit dem sie 1971 ihre erste Single Come Back to Your Senses veröffentlichte. 1985 wirkte sie bei dem Album Just Friends des Cees Smal Quintetts mit.
Als Backgroundsängerin war sie unter anderem an Produktionen von Gerard Cox, Chris Hinze, Rita Reys, oder Conny Vandenbos beteiligt.
Ihre beiden einzigen Soloalben erschienen 1974 und 1975 bei Polydor.
Größere Bekanntheit als mit ihren eigenen Aufnahmen erreichte sie in den 1970er Jahren durch ihre Sopranstimme auf den vier Alben der Reihe Introspection von Thijs van Leer und Rogier van Otterloo. Das erste Introspection-Album erreichte 1972 die Spitzenposition der niederländischen Charts, ebenso 1975 die zweite Scheibe. Mit beiden Musikern kam es daneben zu weiteren gemeinsamen Projekten.  Van Leer griff auch für Introspection 92 und The Glorius Album (1999) auf de Jong zurück. Komponist und Arrangeur van Otterloo zog sie unter anderem zu Turks Fruit, der Filmmusik zu Türkische Früchte heran. In diesem Genre kam sie zudem 1973 als Vokalistin mit Chanson pour Milan zum Einsatz, einem von Tonny Eyk komponierten Stück zum Johan Cruyff gewidmeten Film Nummer 14.
Letty de Jong wirkte auch als Schauspielerin bei verschiedenen Fernsehserien mit.

## Diskografie

### Alben
- The Way I Am – 1974
- Dolce – 1975

### Singles
- Come Back to Your Senses (mit Cees Smal) – 1971
- Poeme  – 1976